# فرودگاه تحقیقاتی روثرا
فرودگاه تحقیقاتی روثرا (به انگلیسی: Rothera Research Station) یک فرودگاه با کد یاتا none است . این فرودگاه در کشور آرژانتین قرار دارد .